# 김성도 (작가)
김성도(1914년 ~ 1986년)는 대한민국의 작곡가, 작가이다. 동요 '어린 음악대'를 작곡한 아동 문학가다. 

## 생애
김성도는 1914년 경산군 하양면에서 태어났다. 
초등학교를 졸업하고 계성학교에 다니던 김성도는 '아이생활' '새벗' '소년' 등 문학지를 접하였고 약 15세 경 '별나라' '소년' 등에 작품을 투고하기 시작했다. 연희전문 1학년이던 1934년에 '어린 음악대'를 작곡했다. 각 학교에 악보를 등사해서 배부했고 방송이 되면서 전국적인 노래가 되었다.
연희전문학교를 졸업 후 함흥 영생중학교에 6년간 재직했다. 일제 치하에서 그다지 활발한 활동은 하지 못했으나 강소천의 '호박꽃 초롱' '보슬비' 등에 곡을 붙였다. 
1955년 계성학교 부임 후 왕성한 작품 활동을 시작했다. 1957년 이응창과 함께 대구아동문학회를 창립하였고 1958년 '안데르센동화전집' '그림동화전집' 등을 번역 출판하는 등 동화작가로 업적을 남겼다. 
'색동' '복조리' '별똥' '꽃씨와 인형' 등 최초로 전래동화를 개작한 형식의 작품도 남겼다.
1965년 제4대 경북예총회장 역임, 1981년 계성문학회를 창립, 초대회장을 지냈다. 
1986년 사망했다. 
- 어린 음악대 가사[1]

따따따따따따 주먹손으로 따따따따따따 나팔 붑니다

우리들은 어린 음악대 동네 안에 제일가지요

쿵짝짝쿵짝짝 둥근 차돌로 쿵짝짝쿵짝짝 북을 칩니다

구경꾼은 모여드는데 어른들은 하나 없지요

## 참조
- 이수남의 되돌아본 향토문단, 아동문학가 김성도 《영남일보》 2005-08-25

1. ↑  “어린 음악대”. 《한국민족문화대백과사전》.